# Смит, Джеральд Стэнтон
Джеральд Стэнтон Смит (англ. Gerald Stanton Smith; род. 17 апреля 1938, Манчестер) — британский литературовед-русист и переводчик русской поэзии. Действительный член Британской академии (2001).
Окончил Лондонский университет (бакалавриат) и Оксфордский университет (магистратура). Преподавал в Ноттингемском (1964—1971) и Бирмингемском (1971—1978) университетах. В 1979 году защитил в Лондонском университете докторскую диссертацию «Строфические формы русской поэзии от Полоцкого до Державина» (англ. The stanza forms of Russian poetry from Polotsky to Derzhavin). В 1986—2003 гг. профессор Оксфордского университета, действительный член Нового колледжа.
Одна из важнейших научных тем Смита — жизнь и творчество русско-английского литературоведа Д. П. Святополк-Мирского. Он опубликовал сборник его неизданных статей о русской литературе (англ. Uncollected writings on Russian literature; 1989) и написал его первую биографию (англ. D. S. Mirsky: A Russian-English Life, 1890–1939; 2000), на основе которой написана книга российского литературоведа Михаила Ефимова «Святополк-Мирский» в серии «Жизнь замечательных людей» (2021), вышедшая за подписями Ефимова и Смита в знак признания заслуг британского учёного. Кроме того, Смитом опубликована разнообразная переписка Святополк-Мирского, в том числе том писем Святополк-Мирского и Елены Извольской к издательнице Маргерит Каэтани (2015).
Смит также изучал советскую авторскую песню, выпустив монографию «Песни на семь струн: русская гитарная поэзия и советская „массовая песня“» (англ. Songs to seven strings: Russian guitar poetry and Soviet “mass song”; 1984). В его переводе издан сборник стихов и песен Александра Галича (англ. Songs & poems; 1983, издательство «Ардис»). Среди других переводов Смита — книги Бориса Слуцкого (англ. Things that Happened; 1999) и Льва Лосева (англ. As I Said; 2013), а также антология «Современная русская поэзия» (англ. Contemporary Russian poetry; 1993), в состав которой вошли 23 поэта, от Слуцкого и Булата Окуджавы до Александра Ерёменко и Алексея Парщикова.
В 1994 году Смит выступил одним из соредакторов «Кембриджской энциклопедии России и бывшего Советского Союза» (англ. The Cambridge Encyclopedia of Russia and the Former Soviet Union). В 2002 году в издательстве «Языки славянской культуры» вышел сборник избранных статей Смита «Взгляд извне: Статьи о русской поэзии и поэтике», подготовленный М. Л. Гаспаровым и Т. В. Скулачёвой.